# 1475
1475 је била проста година.

## Рођења
- Википедија:Непознат датум — Франциско Пизаро -шпански конкистадор

## Смрти

### Фебруар
- 10. децембар — Паоло Учело, италијански сликар